# Hochwasserregulierung
Unter Hochwasserregulierung versteht man staatliche, kommunale oder private Maßnahmen, die dem Hochwasserschutz dienen. Mittels Hochwasserregulierungen sollen durch starke Niederschläge und/oder Schneeschmelze verursachte hohe Wasserstände, umgangssprachlich Pegelspitzen, von Gewässern abgesenkt werden. Typische Beispiele für Hochwasserregulierungsmaßnahmen sind:

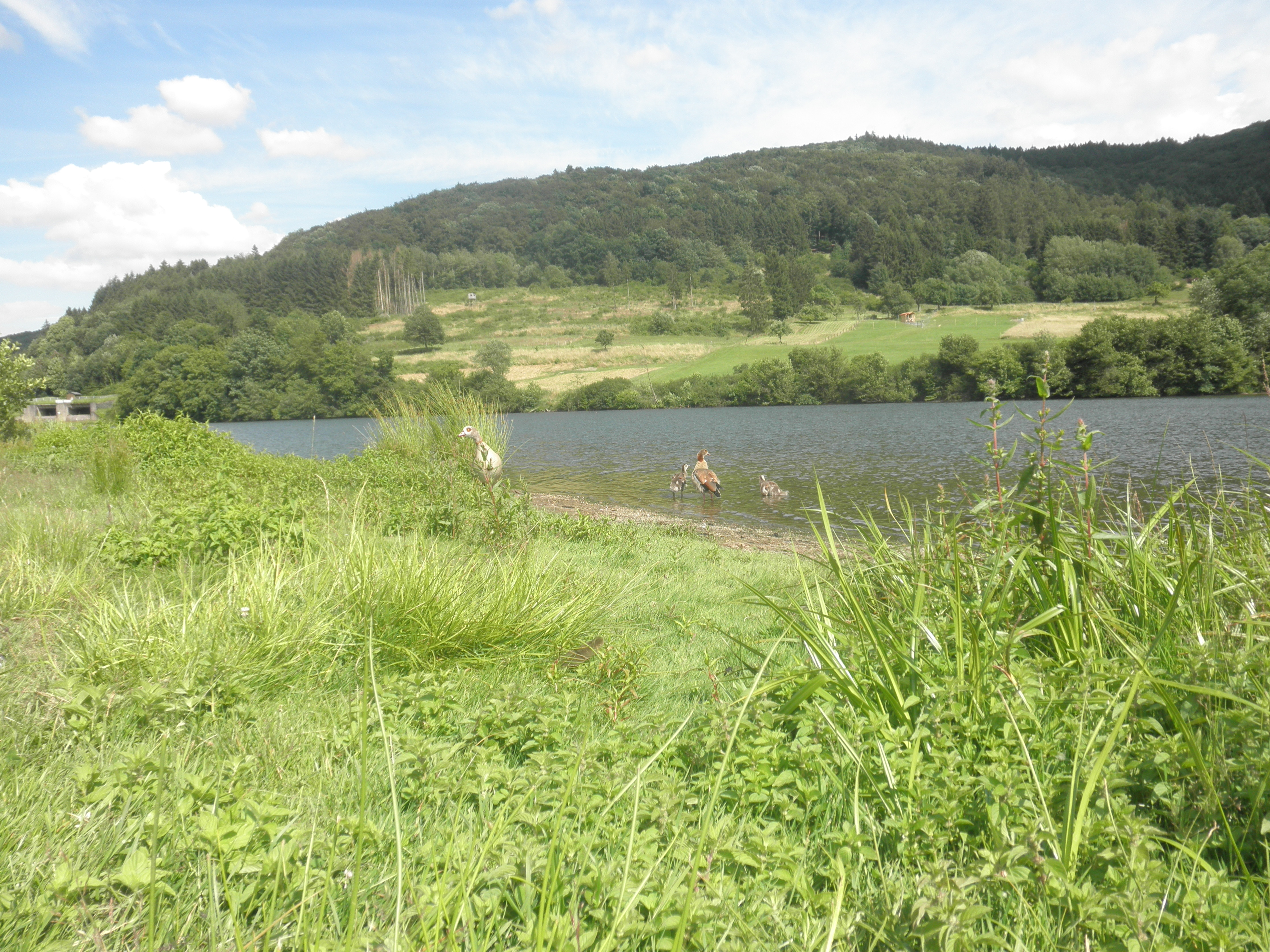
Stausee zur Regulierung des Schmelzwasser-Abflusses am Ort der ehemaligen Perf-Flussaue

- Talsperren, die große Wassermengen puffern und mehr oder weniger kontrolliert weiterleiten
- zusätzliche Fließstrecken für Gewässer, die Hochwasser an gefährdeten Gebieten vorbeileiten und für einen schnelleren Abfluss sorgen
- das Anlegen von zusätzlichen Überflutungsflächen, wobei abgewogen wird, ob den Eigentümern der überschwemmten Gebiete ein Ausgleich für die Minderung des landwirtschaftlichen Ertrags zusteht
- Verrohrung, meist bei kleineren Fließgewässern, welche in Gewässer mit ausreichender Aufnahmekapazität münden

Deiche dagegen schützen zwar die eingedämmten Flächen vor Überflutungen, erhöhen aber durch die Verengung des Fließquerschnitts zusätzlich den Wasserstand der hochwasserführenden Gewässer. Zudem verhindern sie, dass ein Gewässer an jeder Stelle zufließendes Wasser aufnehmen kann, und befördern die Bildung von Druckwasser und niederschlagsbedingten Stehgewässern an der Binnenseite.